# Закон про повстання 1807 року
Закон про повстання, також Закон 1807 року (англ. Insurretion act; 10-й розділ Кодексу США: §§ 251 [Архівовано 21 вересня 2017 у Wayback Machine.]–255 [Архівовано 21 вересня 2017 у Wayback Machine.]) — закон Сполучених Штатів Америки, що надає право президентові США розташувати й використати американське військо всередині самої країни у визначених випадках, як-от із метою придушити громадянське безладдя, повстання чи заколот. 
Закон передбачає «головний виняток» із Закону про «Posse Comitatus», що інакше обмежує змогу використати американських військовиків для охорони права у США. 

## Мета й зміст
Закон надає право президентові США за вимогою уряду штату сфедералізувати Національну гвардію та використати решту Збройних сил:
- у разі прохання законодавчого органу або губернатора штату, щоб відповісти на повстання проти штату (§251 установлює, що «будь-коли, якщо відбувається повстання в якомусь штаті проти його уряду, Президент може на вимогу законодавчого органу або губернатора, якщо законодавчий орган не може бути скликаний, звернутися до Федеральної служби, як-то до Сил оборони штатів, за кількістю, що її просить уряд штату, і використати такі Збройні сили, як він уважає за потрібне, щоби придушити повстання»[1]);

- у разі потреби протидіяти повстанню проти федерального уряду (§252 установлює, що «будь-коли, якщо Президент уважає, що неправомірні перепони, спілки, збори або повстання проти влади США унеможливлюють виконувати закони США у будь-якому штаті звичайним чином через суд, він може звернутися до Федеральної служби, як-то до Сил оборони штатів, і використати такі Збройні сили, як він уважає за потрібне, щоби придушити повстання»[2]);
- або в разі перешкоди виконувати закони, унаслідок якої громадян позбавлено конституційних прав.

Закон 1807 року замінив попередній Закон 1792 року про «Calling Forth», що давав змогу сфедералізувати Сили оборони штату, схожим чином, давши змогу або сфедералізувати Сили оборони штату, або використати регулярні Збройні сили в разі заколоту проти уряду штату.
1871 року Третій Закон про правозастосування доповнив Закон про повстання новим розділом, покликаним захистити афроамериканців від нападів Ку-клукс-клану. Умови, тоді додані, давали змогу федеральному урядові використати Національну гвардію й Збройні сили, щоб виконати засаду рівного захисту в чотирнадцятій поправці до Конституції США проти волі уряду штату. Цей розділ Закону (§253) застосовано за доби Відновлення Півдня й знову під час боїв за десеґреґацію за доби Руху за громадянські права афроамериканців у США.

## Застосування
Законом про повстання в історії Америки користалися нечасто. Губернатори просили та одержували поміч унаслідок розрухи через ураган Хьюго 1989 року та під час заворушень у Лос-Анджелесі 1992 року. Президенти Ейзенхауер і Кеннеді також удавалися до дії Закону 1807 року без прохання постраждалих штатів, щоб застосувати десегрегацію за судовим рішенням.
2006 року адміністрація Буша розглядала можливість утрутитися до штату Луїзіани, що потерпала від наслідків урагану Катріна, попри губернаторову відмову, але це суперечило минулому прецедентові. Це було політично важке та ймовірно неконституційне рішення. У відповідь на це того ж 2006 року внесено поправку до Закону про повстання, що давала змогу будь-якій надзвичайній ситуації, що унеможливлює виконувати закони, ставати причиною використати військовиків незалежно від згоди штатів. Буш підписав цю поправку до Закону, але через декілька місяців по її ухваленні всі 50 губернаторів штатів виступили зі спільною заявою проти неї, і зміни скасовано в січні 2008 року. 
1 червня 2020 року президент Дональд Трамп попередив, що використає Закон 1807 року у відповідь на загальнодержавні грабежі й заворухи, спричинені від смерті Джорджа Флойда.